# Molendoa cucullata
Molendoa cucullata är en bladmossart som beskrevs av Hilpert 1933. Molendoa cucullata ingår i släktet klyftmossor, och familjen Pottiaceae. Inga underarter finns listade i Catalogue of Life.